# Argyropelecus sladeni
Argyropelecus sladeni és una espècie de peix pertanyent a la família dels esternoptíquids.

## Descripció
- Fa 7 cm de llargària màxima.
- Nombre de vèrtebres: 35-38.[3][4]

## Reproducció
És ovípar amb ous i larves planctònics.

## Alimentació
Menja copèpodes.

## Hàbitat
És un peix marí i batipelàgic que viu entre 0-2.926 m de fondària.

## Distribució geogràfica
Es troba a les aigües tropicals de l'Atlàntic oriental (des del cap Blanc -Mauritània- fins a Namíbia), el Pacífic oriental (des d'Oregon fins al sud de Califòrnia), el Pacífic sud-oriental (Xile) i el mar de la Xina Meridional.

## Costums
És mesopelàgic: durant el dia es troba entre 50-600 m de fondària i entre 100-375 a la nit.

## Observacions
És inofensiu per als humans.